# Palo santo
Pour la localité argentine, voir Palo Santo (Argentine).
 (octobre 2020).
Si vous disposez d'ouvrages ou d'articles de référence ou si vous connaissez des sites web de qualité traitant du thème abordé ici, merci de compléter l'article en donnant les références utiles à sa vérifiabilité et en les liant à la section « Notes et références ».
Bulnesia sarmientoi
Espèce
Classification phylogénétique
Statut de conservation UICN

 EN  : En danger
Statut CITES
Le palo santo (« bois sacré » en espagnol, littéralement « bâton saint ») ou Bulnesia sarmientoi est un arbre de la famille des Zygophyllacées.
Il aurait aussi été appelé « quebracho » ("qui brise") par les colons espagnols dû au fait que sa dureté brisait les haches lors de l’abattage.
Il ne doit pas être confondu avec le gaïac (guaiacum officinale), qui est de la même famille mais d'un autre genre. 

## Description
D'une hauteur d’environ 18 mètres, c’est un arbre moyen à petites feuilles et nombreuses branches avec des fruits en forme de capsule de couleur vert sombre. Cet arbre vit dans les régions sud-américaines de l’Équateur, de la Bolivie, du Mato Grosso au Brésil, dans la région du Gran Chaco (au nord de l'Argentine), au Paraguay, Bolivie, ainsi que la forêt amazonienne péruvienne.

## Utilisations traditionnelles

### Utilisation spirituelles
L’origine de l'utilisation du palo santo est très ancienne; il était utilisé par les chamans Incas lors des rituels religieux, comme outil pour attirer la chance et éloigner tout signe de négativité, et comme moyen d’obtenir une meilleure communication spirituelle avec leurs dieux. 
Cet arbre est aussi présent dans les rituels de mariages indigènes. Le couple doit planter une pousse de cet arbre en l’absence de témoins afin de lier leurs destins et que leur union dure éternellement. 
Les croyants dans la lithothérapie se figurent que les supports en palo santo peuvent "recharger" ou "purifier" les supports en sélénite, eux-mêmes utilisés pour "recharger" les pierres utilisées. Cette supposée purification ou ce rechargement ne correspondent toutefois pas à des propriétés mesurables ou à des effets mesurés.  

### Utilisation médicinale
Il est considéré comme un arbre aux propriétés médicinales. Il contient du limonène, présent à un haut pourcentage dans son tronc.
Son essence était utilisée pour soigner des problèmes cutanés et musculaires ; la suie de ce bois était utilisée pour traiter les blessures externes, et les décoctions d’écorce étaient employées pour le traitement des problèmes d’estomac.

### Utilisation par combustion
Lors de la combustion, il dégage une fumée odorante qui possèderait, selon certaines croyances, de nombreuses vertus purificatrices contre les mauvais esprits, les énergies et les forces négatives. Le palo santo est utilisé par les guérisseurs et les chamans pendant certains rituels.
Il est encore utilisé de nos jours comme encens que ce soit par les peuples autochtones mais aussi en occident, où il est vendu dans le commerce.
L’arôme du palo santo est doux et boisé. Le parfum de palo santo évoque un mélange d'encens, de cèdre de l'Atlas, d’herbe sucrée, de citron, d’eucalyptus, avec une subtile pointe de menthe.